# Obersorpe

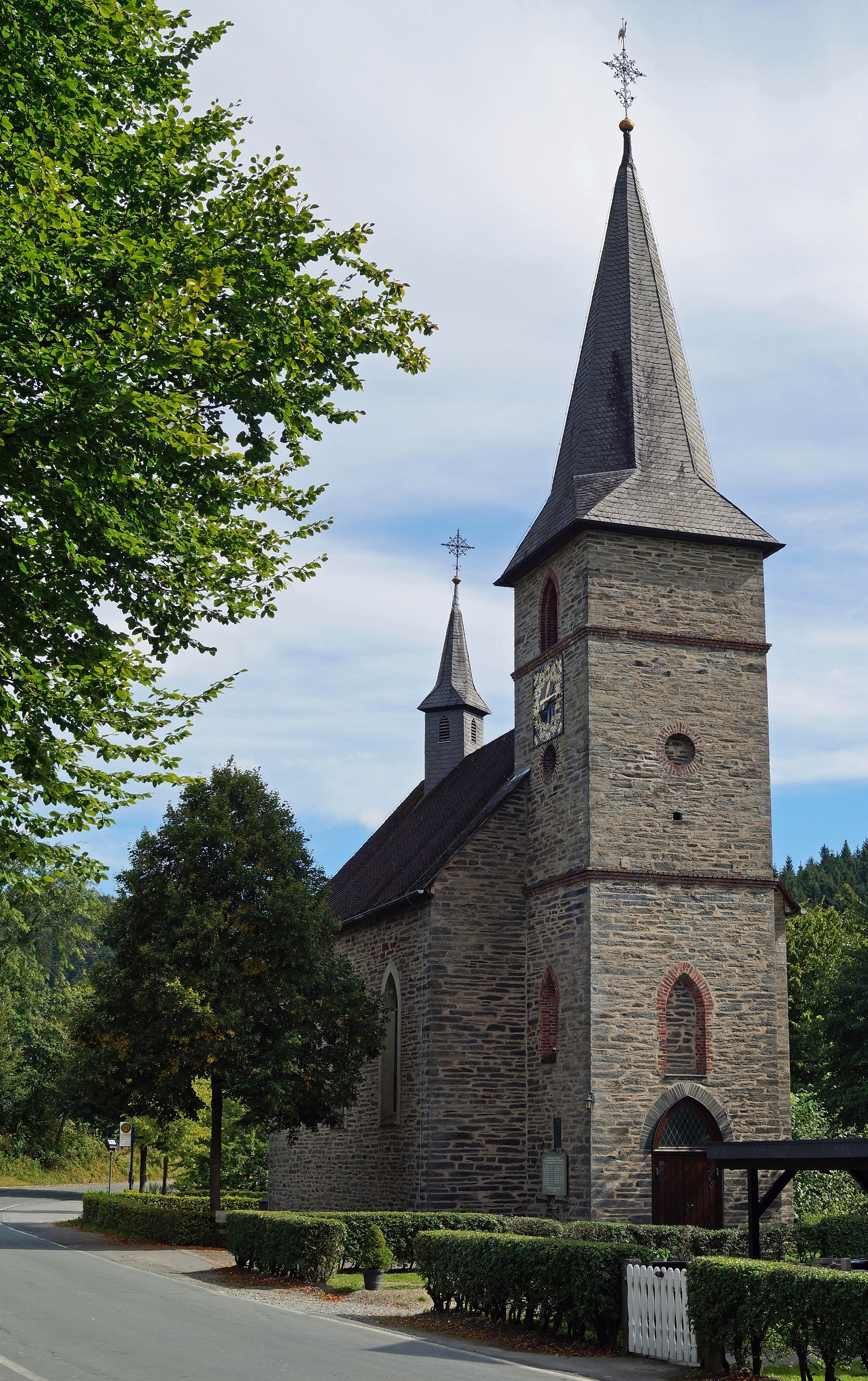
Kirche in Obersorpe

Obersorpe ist ein Ortsteil der Stadt Schmallenberg in Nordrhein-Westfalen.

## Geografie

### Lage
Obersorpe liegt rund 6 km östlich von Bad Fredeburg und 1 km südlich von der Hunau (818 m) auf 518 m über NN. Die Sorpe, welche dem Ort und weiteren Orten im Sorpetal den Namen gab, fließt durch das Dorf. Das Hunausiepen mündet im Ort in die Sorpe.

### Nachbarorte
Angrenzende Orte sind Rehsiepen und Mittelsorpe.

## Geschichte
1072 wurde Sorpe (damals Suropo) erstmals in einer Urkunde des Klosters Grafschaft genannt. Nicht geklärt ist, ob damit Obersorpe, das gesamte Sorpetal oder nur Niedersorpe gemeint war. 1645 wurde Overen Sarepe auf der Karte Westphalia Ducatus kartografisch erfasst. Das älteste Bauwerk im Dorf ist ein Bauernhof, der um 1700 erbaut wurde. Im Jahr 1895 wohnten 83 Einwohner, nach der Eintragung des Handels- und Gewerbeadressbuches der Provinz Westfalen, in dem Ort Obersorpe. Der Ort gehörte bis zum kommunalen Gebietsreform in Nordrhein-Westfalen zur Gemeinde Oberkirchen. Seit dem 1. Januar 1975 ist Obersorpe ein Ortsteil der erweiterten Stadt Schmallenberg.

## Religion
Die Pfarrkirche St. Joseph wurde 1897 erbaut. Die Kirchturmuhr ist ein Kriegerdenkmal für die zwölf Gefallenen des Ersten Weltkrieges.

## Wirtschaft
In Obersorpe sind landwirtschaftliche Betriebe und Gastronomiebetriebe ansässig.

Die Kirche St. Joseph in Obersorpe
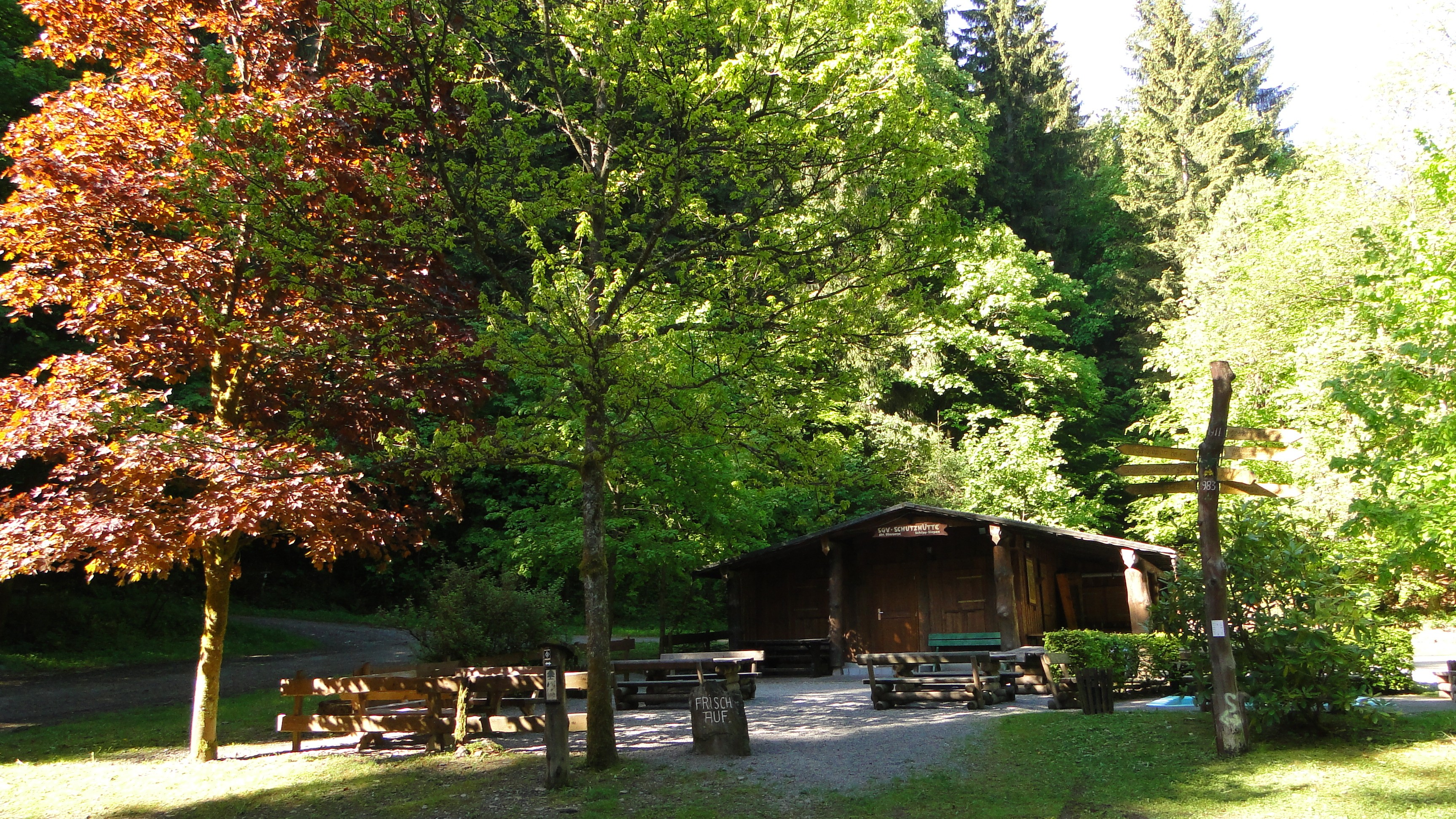
SGV Schutzhütte Obersorpe im "Schipp Siepen"
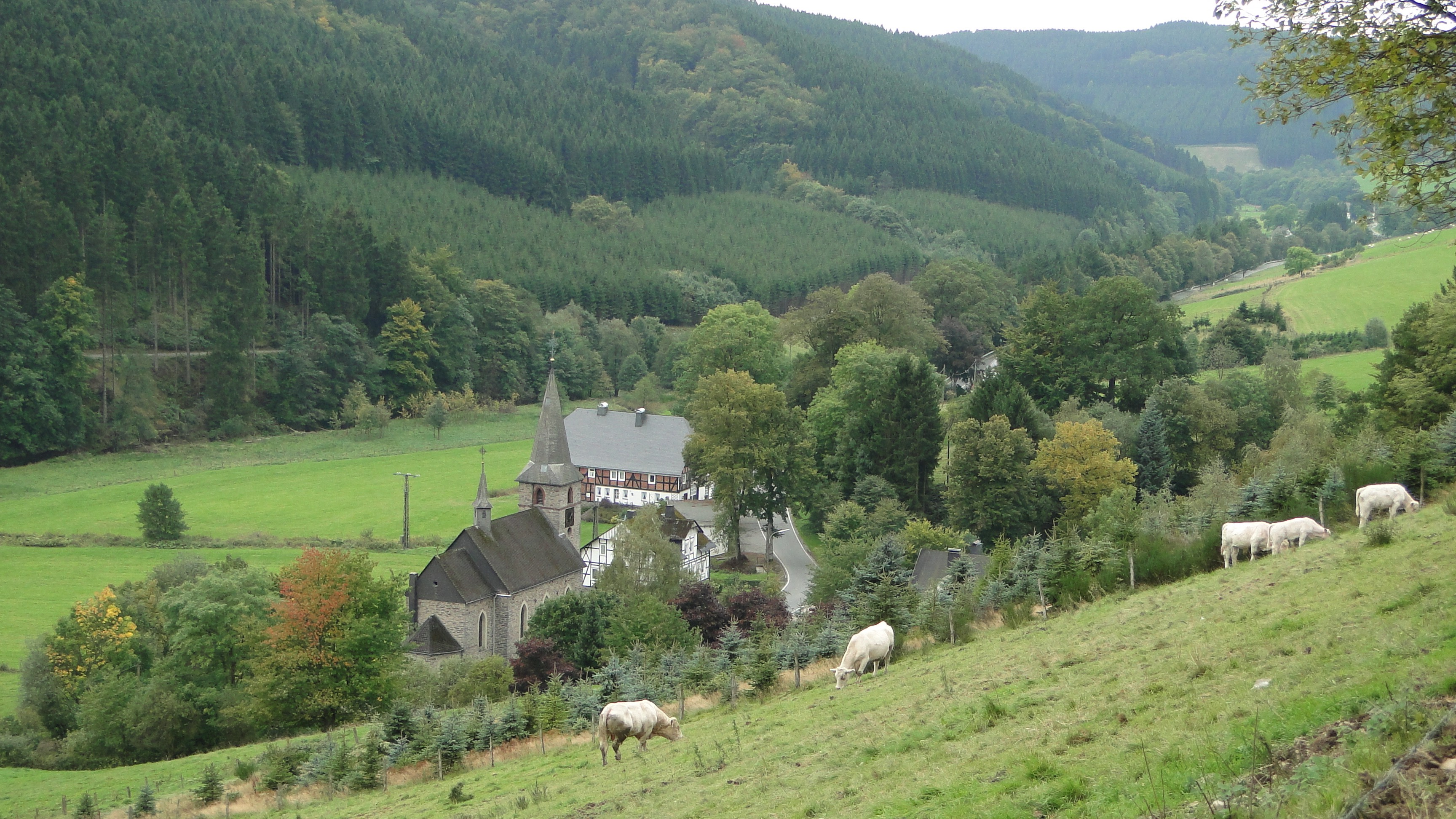
Blick auf Obersorpe im Herbst 2010